# Средин, Леонид Валентинович
Леони́д Валенти́нович Среди́н (1860, Архангельск — 1909, Ялта, Таврическая губерния) — ялтинский хирург, общественный деятель.

## Биография
Родился в 1860 году в Архангельске.

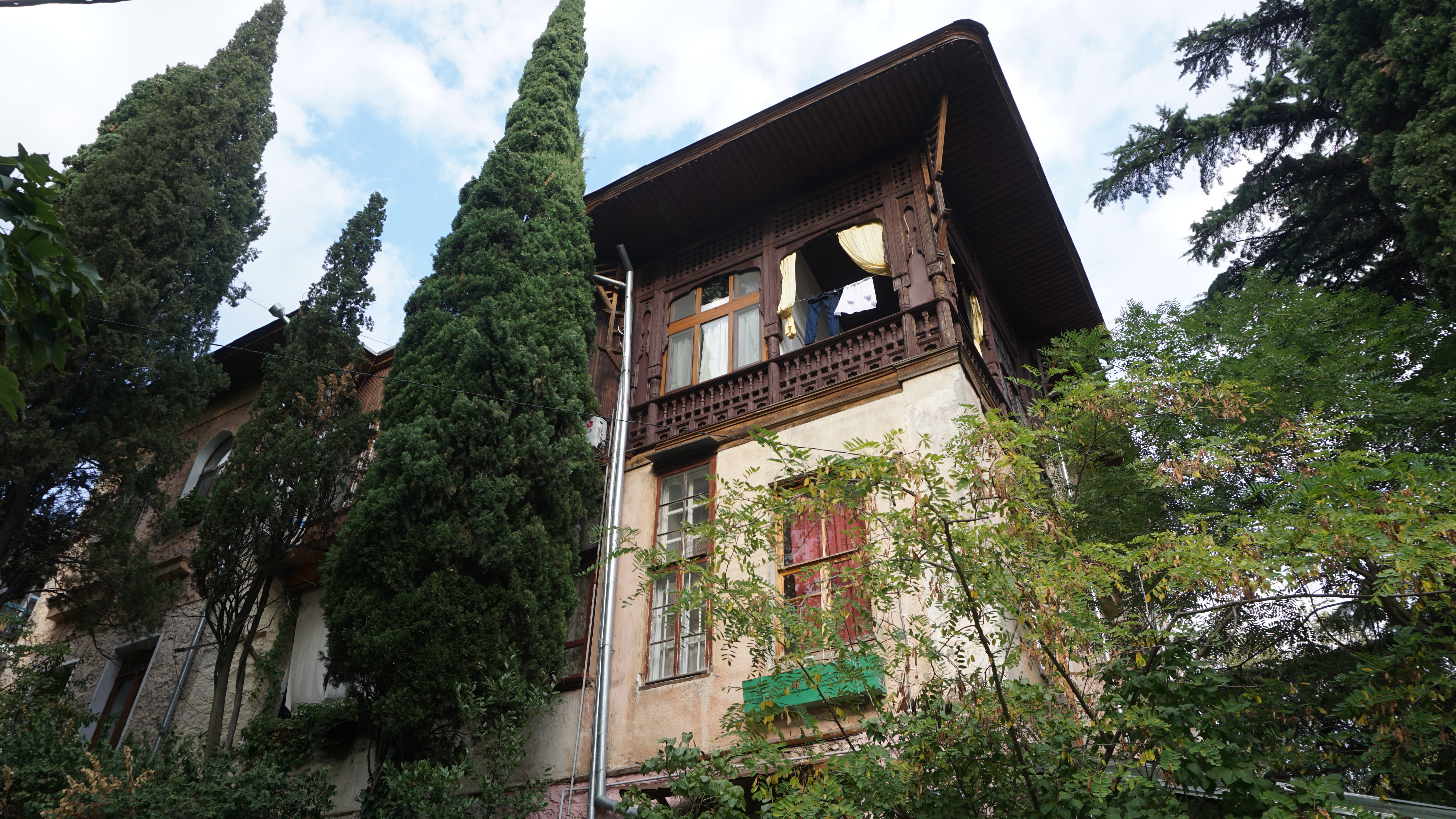
Дом Г. Ф. Ярцева в Ялте, построенный по его проекту, где проживал Средин, ныне объект культурного наследия

Окончил медицинский факультет Московского университета, работал хирургом. Работал в больницах Москвы вместе с К. К. Соколовым. С 1891 года заболел туберкулёзом, после чего поселился в Ялте, снимая квартиру на втором этаже в доме художника-передвижника Г. Ф. Ярцева (современный адрес — ул. Войкова, 9), в которой организовал кружок местной интеллигенции. У Средина бывали С. В. Рахманинов, А. П. Чехов, Ф. И. Шаляпин, его сосед по дому А. М. Горький. Дружеские отношения сложились с М. Н. Ермоловой, с которой он переписывался с 1898 года.
В 1894 году Средин познакомился с Чеховым, в 1899 году — с Горьким. По свидетельству Е. П. Пешковой,

«…это был любимый дом, где часто бывал Алексей Максимович, приезжая в Ялту».

Художник М. В. Нестеров писал:

«Какая-то неведомая сила влекла на балкон Срединых как ялтинских обывателей, так и заезжих в Крым».

Открыл хирургические отделения в ялтинской больнице и в Кореизе, работал в больнице общины Красного Креста. Оперировал в земской больнице Ялты, вёл частную практику в доме Г. Ф. Ярцева. За свою доброту, внимание и профессионализм снискал любовь и уважение окружающих.
Умер в октябре 1909 года. Был похоронен на бывшем Массандровском кладбище Ялты. На Поликуровском мемориале в Ялте в 1982 году ему установлена памятная доска.

## Семья
Был женат на Софьи Петровне Срединой (дев. Перевощикова), внучка Дмитрия Матвеевича Перевощикова, ректора Московского университета, академик Петербургской академии наук (1855). Сестра Марии Петровны, народной артистки РСФСР, жены К. С. Станиславского. 
Имели детей:
Анатолия Леонидовича Средина и Зинаиды Леонидовны Бок.

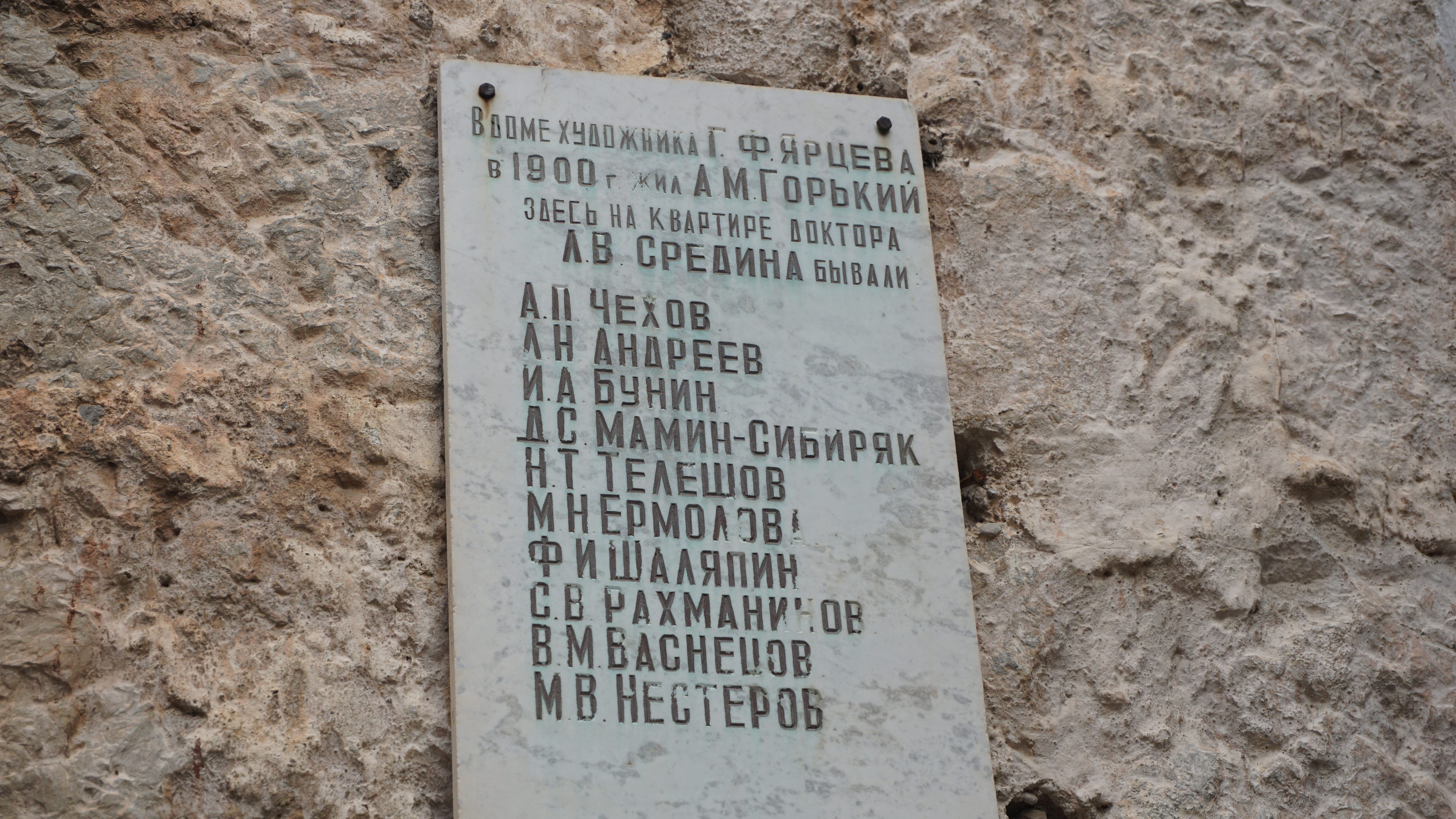
Мемориальная табличка